# Schachweltmeisterschaft 1985

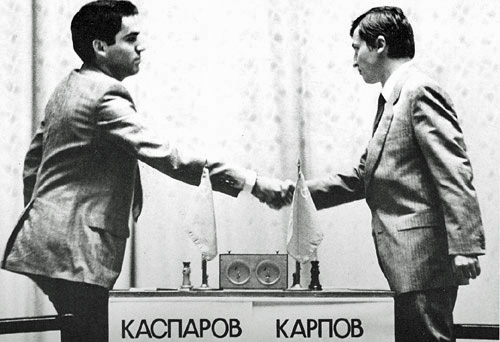
Anatoli Karpow (rechts) und Garri Kasparow bei der WM 1985

Die Schachweltmeisterschaft 1985 in Moskau war ein als Neuauflage der abgebrochenen Schachweltmeisterschaft 1984 vom 3. September bis 9. November 1985 ausgetragener Zweikampf zwischen Anatoli Karpow und Garri Kasparow um den Weltmeistertitel im Schach. Nach dem umstrittenen ergebnislosen Abbruch der vorangegangenen Weltmeisterschaft zwischen den beiden Kontrahenten wurde der Zweikampf mit Änderungen der Turnierbedingungen erneut angesetzt. Der Herausforderer Garri Kasparow besiegte den Weltmeister Anatoli Karpow nach 24 Partien und wurde so zum 13. Schachweltmeister, der mit 22 Jahren zugleich auch der jüngste war.

## Vorgeschichte

### Turniermodus früherer Weltmeisterschaften
Die von der FIDE ab der Nachkriegszeit organisierten Zweikämpfe um die Weltmeisterschaft waren traditionell auf maximal 24 Partien angelegt, wobei Punktemehrheit zu erzielen war. Für die Schachweltmeisterschaft 1978 änderte die FIDE jedoch den Modus auf sechs zu erzielende Gewinnpartien (Remis waren nicht von Bedeutung), wonach dort insgesamt 32 Partien gespielt wurden (Karpow bezwang Viktor Kortschnoi 6:5). Schon damals gab es Stimmen, die eine Rückkehr zur Begrenzung auf 24 Partien forderten oder prophezeiten, etwa Hauptschiedsrichter Lothar Schmid, der Modus wurde jedoch vorerst beibehalten.

### Schachweltmeisterschaft 1984
Garri Kasparow hatte sich 1984 als Herausforderer des Schachweltmeisters Anatoli Karpow qualifiziert. Karpow ging schnell mit 4:0 in Führung, doch dann vermochte Kasparow mit Remisserien den Wettkampf in die Länge zu ziehen und Karpow dadurch zu belasten. Nach einem Doppelsieg in der 47. und 48. Partie hatte Kasparow auf 3:5 aufgeschlossen, doch nun wurde gegen seinen Willen der Wettkampf von FIDE-Präsident Florencio Campomanes abgebrochen. Als Begründung für den allseits kritisierten Abbruch gab Campomanes an, die Kräfte der Spieler schonen und sie vor physischen und psychischen Schäden bewahren zu wollen; die doppelte Partienanzahl der traditionellen 24 sei dazu die passende Gelegenheit. Als Ersatz wurde die Schachweltmeisterschaft 1985 mit dem früheren 24-Partien-Modus angesetzt.

### Nach dem Abbruch

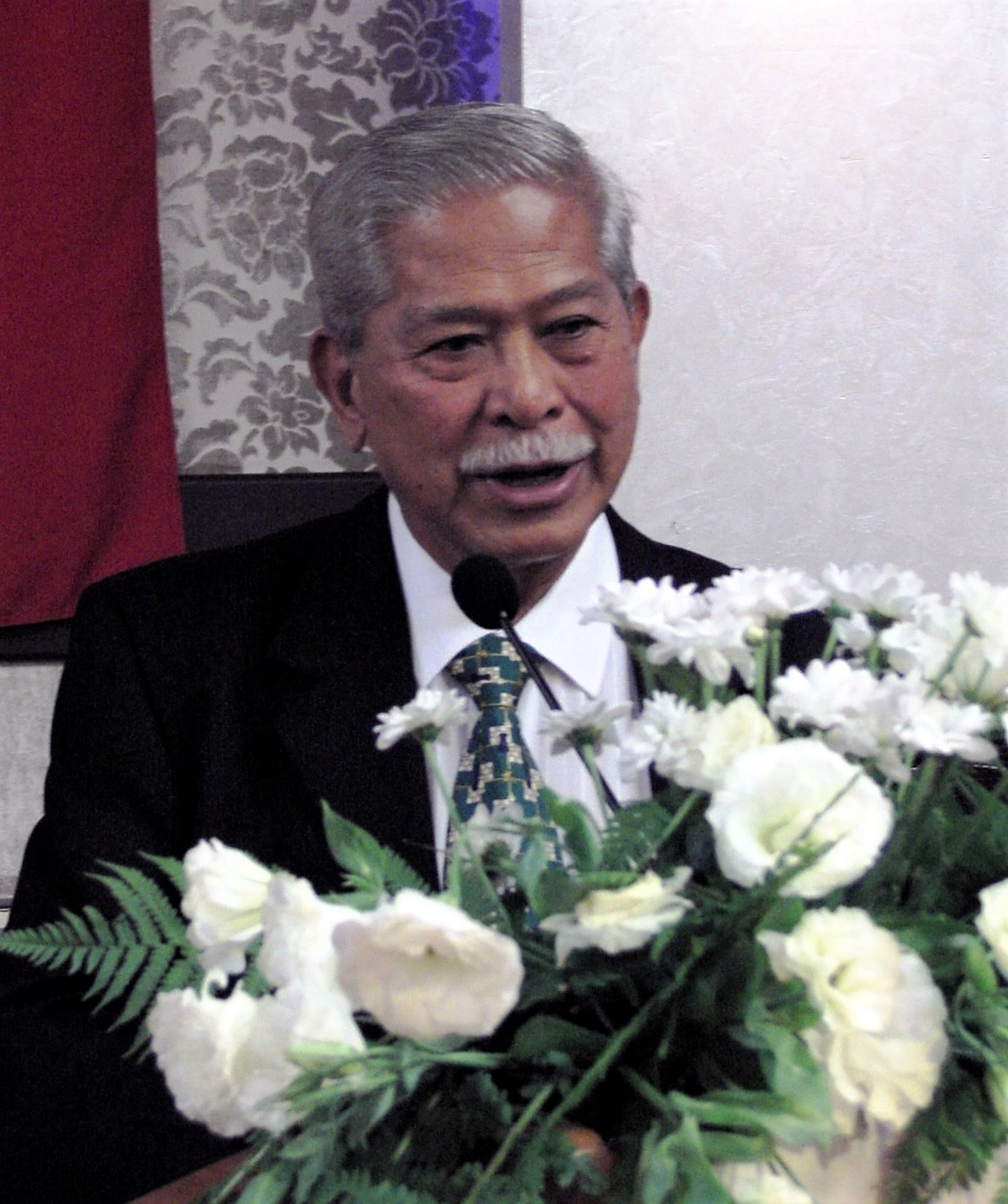
Campomanes 2008

Nach dem Abbruch wurden Fragen laut, ob Karpow überhaupt noch im Besitz des Weltmeistertitels sein konnte oder ein weiteres Interregnum bestünde. Kasparow betrachtete Karpow nicht mehr als Weltmeister.
Die Vorbereitungen des erneuten Zweikampfes wurden von willkürlich erscheinenden Entscheidungen Campomanes’ bestimmt, wodurch dieser und die FIDE-Gremien heftige Kritik ernteten. Besonders für die Nebeneinkünfte, die Campomanes und Alfred Kinzel Anatoli Karpow verschafften, wurden sie von Lothar Schmid heftig kritisiert, der als Schiedsrichter der Schachweltmeisterschaft 1972 stets Angebote von Mäzenen ausgeschlagen hatte, um den guten Ruf des Schachspiels zu wahren.
Als Hauptschiedsrichter war von der FIDE Svetozar Gligorić vorgesehen, was jedoch von Kasparow kritisiert wurde. Nachdem bei einer Wahl Karpows und Kasparows, die jeweils sieben Namen nennen durften, nur Lothar Schmid von beiden Spielern als akzeptabler Schiedsrichter genannt wurde, trat Gligorić am 25. Juli zurück, wurde aber dennoch von der FIDE am 6. August erneut benannt. Vom 24. bis 31. August 1985 fand die Jahreshauptversammlung der FIDE statt. Campomanes wurde am Abend des 24. Augusts 1985 von Robert Hübner im Rahmen einer Fernsehpartie, die Hübner gegen Jan Timman spielte, befragt, ob Lothar Schmid Hauptschiedsrichter wird. Campomanes gab jedoch darauf keine befriedigende Antwort. Schmid musste schließlich aus beruflichen Gründen absagen. Die FIDE ernannte daraufhin auf ihrem Kongress Andrei Malchev und Vladas Mikėnas als Schiedsrichter und Alfred Kinzel als Vorstand des Schiedsrichterkomitees. Auch weitere Wettkampfbedingungen wurden beim FIDE-Kongress festgelegt.
Am 1. Mai 1985 wurden die Gebote für den Austragungsort des Zweikampfes im FIDE-Büro in Luzern angesehen, wobei der Marseiller Stadtpräsident le Ferre persönlich anwesend war. Die Stadt Marseille hatte 1,6 Millionen Schweizer Franken geboten, während England und die Sowjetunion jeweils eine Million geboten hatten. Bei einer Pressekonferenz am 29. Mai in Madrid legte FIDE-Präsident Campomanes jedoch Moskau als Austragungsort fest.

### Vorbereitungen der Kontrahenten
Vom 15. bis 26. Juli 1985 nahm Karpow am OHRA-Schachfestival Amsterdam teil, das er mit 7 Punkten aus 10 Partien vor Timman (6,5) und Nunn (5,5) gewann.
Kasparow wählte Zweikämpfe gegen Robert Hübner und Ulf Andersson als Vorbereitung. Der Spiegel-Verlag war Sponsor des Zweikampfes gegen Hübner, den Kasparow vom 28. Mai zum 4. Juni 1985 mit 4,5:1,5 Punkten besiegte. Gegen Ulf Andersson, der auf Platz 15 der Weltrangliste gesetzt war, gewann Kasparow mit 4:2 Punkten. Bei seinen Besuchen in Deutschland und Jugoslawien hielt Kasparow dabei nicht mit Kritik an Campomanes und Kinzel zurück, worauf sowjetische Funktionäre erstaunt waren, da Kasparow Mitglied der Kommunistischen Partei war. Ein Brief zu Kasparows Disput mit Gligorić wurde in Politika veröffentlicht.

## Wettkampfbedingungen

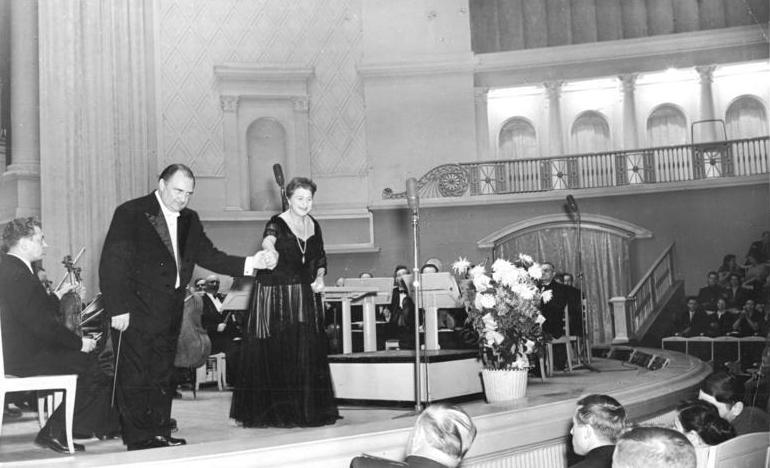
Piotr-Iljitsch-Tschaikowski-Konzertsaal 1955

Wie bereits bei mehreren Schachweltmeisterschaften in den 1950er Jahren wurde im Tschaikowski-Konzertsaal in Moskau gespielt.
Für Karpow standen Wiktor Baturinski als Delegationschef sowie Igor Saizew, Efim Geller und Juri Balaschow als Sekundanten zur Verfügung. Kasparow wurde laut Manfred van Fondern von Marmedow als Delegationsleiter, seiner Mutter Kasparowa als Managerin sowie den Sekundanten Gennadi Timoschtschenko und Alexander Nikitin unterstützt. Kasparows dritter Sekundant, András Adorján, erhielt kein Einreisevisum. Mark Weeks gibt hingegen an, Kasparow habe Josif Dorfman als Sekundanten gewählt. Alexander Nikitin und Jewgeni Wladimirow seien Assistenten gewesen, während Juri Rasuwajew der Delegationsvorsitzende war. Kasparow macht in seinem Buch keine Angaben zu seiner Delegation.
Als Austragungsmodus für diesen Wettkampf und spätere wurde beim FIDE-Kongress in Tunis festgelegt, dass auf Punktemehrheit in 24 Partien zu spielen sei und bei 12:12 der Weltmeister seinen Titel behalte. Darüber hinaus wurde für die kommende Weltmeisterschaft im Speziellen festgelegt, dass Karpow im Falle einer Niederlage weiterhin ein Revanchekampf zustände, da dieser Bestandteil des vergangenen Qualifikationsmodus 1982–1984 gewesen sei. Der Verlierer des Revanchekampfes würde direkt ins Kandidatenfinale gelangen, welches 24 Partien beinhalten sollte. Die FIDE wurde für diese Änderungen heftig kritisiert, da sie Karpow zu sehr bevorteilten. So meinte beispielsweise Großmeister Ljubomir Ljubojević:

„Die WM der FIDE hat ihren Sinn verloren. Die Privilegien von Karpow sind jetzt unendlich.“

## Ergebnistabelle
Kasparow, der als großes Talent galt, und Karpow, der nach seinen Siegen über Kortschnoi unangefochten als Weltmeister etabliert war, spielten in der Schachweltmeisterschaft 1984 ihre 5. bis 52. und in der Schachweltmeisterschaft 1985 ihre 53. bis 76. Partie gegeneinander. Zuerst waren sie im Rahmen einer Veranstaltung mit dem Titel Junge Pioniere 1975 aufeinandergetroffen. Nach drei remis endenden Begegnungen 1981 dauerte es bis zu den Schachweltmeisterschaften, bis Karpow und Kasparow wieder gegeneinander antraten. Der Weltmeister verbuchte somit zuvor in der Gesamtbilanz einen Vorteil von 6:3 Punkten gegen Kasparow, davon 5:3 Punkte aus dem letzten Duell, für sich. Kasparow hingegen hatte sich, auch psychologisch, weiterentwickelt und war somit als gefährlicher Gegner Karpows anzusehen.
Falls der Abgabezug später als der Partieschluss erscheint, fand keine Wiederaufnahme statt und die Partie wurde vorher aufgegeben oder auf Remis vereinbart.
| Partie | Datum (1985)              | Weiß     | Ergebnis | Eröffnung | Züge | Abgabezug | Karpow    |
| ------ | ------------------------- | -------- | -------- | --------- | ---- | --------- | --------- |
| 1      | 3. September              | Kasparow | 1 : 0    | E20       | 41W  | 41S       | +0 =0 −1  |
| 2      | 5. September              | Karpow   | ½: ½     | B85       | 65W  | 41S       | +0 =1 −1  |
| 3      | 10. September             | Kasparow | ½: ½     | D55       | 20S  | ohne      | +0 =2 −1  |
| 4      | 12.–13. September         | Karpow   | 1 : 0    | D55       | 63W  | 41W       | +1 =2 −1  |
| 5      | 14. September             | Kasparow | 0 : 1    | C92       | 41W  | 41S       | +2 =2 −1  |
| 6      | 19. September             | Karpow   | ½: ½     | D55       | 27S  | ohne      | +2 =3 −1  |
| 7      | 21. September             | Kasparow | ½: ½     | E32       | 31W  | ohne      | +2 =4 −1  |
| 8      | 24. September             | Karpow   | ½: ½     | D58       | 49S  | 41S       | +2 =5 −1  |
| 9      | 26.–27. September         | Kasparow | ½: ½     | C92       | 53W  | 42S       | +2 =6 −1  |
| 10     | 28. September             | Karpow   | ½: ½     | B85       | 37W  | ohne      | +2 =7 −1  |
| 11     | 1. Oktober                | Kasparow | 1 : 0    | E21       | 25W  | ohne      | +2 =7 −2  |
| 12     | 5. Oktober                | Karpow   | ½: ½     | B44       | 18S  | ohne      | +2 =8 −2  |
| 13     | 8. Oktober                | Kasparow | ½: ½     | E20       | 24S  | ohne      | +2 =9 −2  |
| 14     | 10. Oktober               | Karpow   | ½: ½     | B54       | 32S  | ohne      | +2 =10 −2 |
| 15     | 12. Oktober               | Kasparow | ½: ½     | C42       | 22S  | ohne      | +2 =11 −2 |
| 16     | 15. Oktober               | Karpow   | 0 : 1    | B44       | 40S  | ohne      | +2 =11 −3 |
| 17     | 17. Oktober               | Kasparow | ½: ½     | E20       | 29W  | ohne      | +2 =12 −3 |
| 18     | 22. Oktober               | Karpow   | ½: ½     | B85       | 23W  | ohne      | +2 =13 −3 |
| 19     | 24. Oktober               | Kasparow | 1 : 0    | E21       | 42W  | 42W       | +2 =13 −4 |
| 20     | 25.–26. Oktober           | Karpow   | ½: ½     | D35       | 85S  | 41S       | +2 =14 −4 |
| 21     | 31. Oktober – 1. November | Kasparow | ½: ½     | D31       | 44S  | 41S       | +2 =15 −4 |
| 22     | 5. November               | Karpow   | 1 : 0    | D35       | 41S  | 42W       | +3 =15 −4 |
| 23     | 7. November               | Kasparow | ½: ½     | D55       | 41W  | ohne      | +3 =16 −4 |
| 24     | 9. November               | Karpow   | 0 : 1    | B85       | 42S  | ohne      | +3 =16 −5 |

## Verlauf
|   | a | b | c | d | e | f | g | h |   |
| 8 |   |   |   |   |   |   |   |   | 8 |
| 7 |   |   |   |   |   |   |   |   | 7 |
| 6 |   |   |   |   |   |   |   |   | 6 |
| 5 |   |   |   |   |   |   |   |   | 5 |
| 4 |   |   |   |   |   |   |   |   | 4 |
| 3 |   |   |   |   |   |   |   |   | 3 |
| 2 |   |   |   |   |   |   |   |   | 2 |
| 1 |   |   |   |   |   |   |   |   | 1 |
|   | a | b | c | d | e | f | g | h |   |

|   | a | b | c | d | e | f | g | h |   |
| 8 |   |   |   |   |   |   |   |   | 8 |
| 7 |   |   |   |   |   |   |   |   | 7 |
| 6 |   |   |   |   |   |   |   |   | 6 |
| 5 |   |   |   |   |   |   |   |   | 5 |
| 4 |   |   |   |   |   |   |   |   | 4 |
| 3 |   |   |   |   |   |   |   |   | 3 |
| 2 |   |   |   |   |   |   |   |   | 2 |
| 1 |   |   |   |   |   |   |   |   | 1 |
|   | a | b | c | d | e | f | g | h |   |

|   | a | b | c | d | e | f | g | h |   |
| 8 |   |   |   |   |   |   |   |   | 8 |
| 7 |   |   |   |   |   |   |   |   | 7 |
| 6 |   |   |   |   |   |   |   |   | 6 |
| 5 |   |   |   |   |   |   |   |   | 5 |
| 4 |   |   |   |   |   |   |   |   | 4 |
| 3 |   |   |   |   |   |   |   |   | 3 |
| 2 |   |   |   |   |   |   |   |   | 2 |
| 1 |   |   |   |   |   |   |   |   | 1 |
|   | a | b | c | d | e | f | g | h |   |

|   | a | b | c | d | e | f | g | h |   |
| 8 |   |   |   |   |   |   |   |   | 8 |
| 7 |   |   |   |   |   |   |   |   | 7 |
| 6 |   |   |   |   |   |   |   |   | 6 |
| 5 |   |   |   |   |   |   |   |   | 5 |
| 4 |   |   |   |   |   |   |   |   | 4 |
| 3 |   |   |   |   |   |   |   |   | 3 |
| 2 |   |   |   |   |   |   |   |   | 2 |
| 1 |   |   |   |   |   |   |   |   | 1 |
|   | a | b | c | d | e | f | g | h |   |

Bei der Eröffnungszeremonie am 2. September 1985 bekam Garri Kasparow für die 1. Partie die weißen Steine zugelost.
Kasparow konnte bereits die erste Partie gewinnen, nachdem er Karpow schon durch die Wahl seiner Eröffnungsvariante überrascht hatte und ein gewonnenes Endspiel erzielte. Nach zwei Remisen gelang Karpow jedoch ein Doppelschlag: In der vierten Partie siegte er durch präzise Ausnutzung von Ungenauigkeiten Kasparows. Auch die fünfte Partie entschied der Titelverteidiger für sich, nachdem er sich einen Mehrbauern verschafft hatte.
Die siebte Partie war erneut hart umkämpft, endete aber unentschieden. Nach einem unentschiedenen Spiel in der achten Partie folgte eine scharfe neunte Partie. Im Endspiel opferte Kasparow drei Bauern, um die Initiative an sich zu reißen, doch Karpow wählte stets die richtige Fortsetzung, woraufhin die Partie remis endete. In der zehnten Partie eröffnete Karpow mit 1. e2–e4 und machte seine Gewinnabsicht deutlich, doch ein weiteres Remis folgte.
Die elfte Partie ging um die Welt. Karpow stellte im 22. Zug durch eine Kombination Material ein und musste daraufhin aufgeben (in der Diagrammstellung geschah 22. … Tcd8?? 23. Dxd7! Txd7 24. Te8+ Kh7 25. Le4+ und Karpow gab auf), woraufhin Journalisten übertrieben vom „Fehler des Jahrhunderts“ sprachen. In der Schachwoche war von einem der „krassesten Fehler in der Geschichte der Schachweltmeisterschaften“ zu lesen, und die Zeit merkte an, dass sie einen solchen Fehler „bei Großmeistern ganz selten, bei Karpow noch nie gesehen“ habe. Garri Kasparow widerlegte Behauptungen, ein solcher Vorfall sei bei einer Schachweltmeisterschaft einmalig, indem er sechs weitere Beispiele in seinem Buch anführte.
In der zwölften Partie wurde besonders die Eröffnung bekannt. In einer vielmals gespielten Variante der Sizilianischen Verteidigung opferte der Herausforderer im 8. Zug einfach seinen d-Bauern (Diagramm: Kasparow spielte 8. … d5). Nach dieser Anwendung wurde das Gambit als Kasparow-Gambit bekannt. Karpow opferte den Bauern zurück und die Partie endete bald remis.
Nach einer remislichen 13. Partie stieß in der 14. Partie die Eröffnungsbehandlung Karpows auf Interesse, der analog zum Keres-Angriff der Sizilianischen Verteidigung früh seinen g-Bauern vorstieß. Kasparow vermochte jedoch, die Partie auszugleichen, wodurch ein weiteres Remis die Folge war. In der 15. Partie errang Kasparow die Initiative und inszenierte gegen drohende Vereinfachungen eine Mattfalle, der Karpow jedoch auswich. Die Partie wurde daraufhin remis gegeben, da die Vereinfachungen unvermeidbar waren.
In der 16. Partie wurde erneut das Kasparow-Gambit gespielt. Diesmal entschloss sich Karpow, den Bauern zu behalten, geriet aber in Schwierigkeiten, die in einem Sieg Kasparows nach einem akkuraten Angriff gipfelten. Die Partie wurde im Schachinformator zur besten jenes Halbjahres gewählt. Somit ging der Herausforderer in Führung und gab sie auch nicht mehr ab.
In der 17. Partie verbrauchte Kasparow 43 Minuten für einen zweischneidigen Eröffnungszug, konnte jedoch später das Remis sichern. Anschließend nahm Kasparow seine zweite Auszeit. Die 18. Partie endete im 23. Zug remis. Karpow hatte dieses angeboten und Kasparow nahm nach 20 Minuten an.
Die 19. Partie zeigte eine neue Idee Karpows, für die er einen Springer an den Rand stellen musste. Sein Plan ging jedoch nicht auf und der Springer blieb für mehr als 30 Züge auf seinem ungünstigen Feld stehen, während Kasparow entscheidenden Vorteil erlangte. Nachdem Kasparow seinen Zug abgegeben hatte, führte er ihn offen am Brett aus. Karpow gab ohne Wiederaufnahme die Partie auf.
Kasparow stand, so kurz vor dem Weltmeistertitel, in den folgenden Partien psychologisch unter Druck, was nach zwei weiteren Unentschieden in einer Niederlage in der 22. Partie gipfelte. Vor der 22. Partie hätten Kasparow zwei Remis oder ein Sieg zum Gesamtsieg genügt und Karpow nahm seine letzte Auszeit. Kasparow verglich seinen positionellen Zeitnotfehler im 31. Zug (Diagramm: Kasparow zog 31. … Sd6–e4) mit dem Fehler Karpows in der 11. Partie. Nach einem weiteren Fehler wurde Karpow der Sieg stark erleichtert und Kasparow gab noch vor der Wiederaufnahme auf.
Kasparow geriet in der 23. Partie in Vorteil, konnte diesen jedoch nicht realisieren, sodass nach einem Gegenschlag Karpows ein Remis die Folge war. Der Weltmeister brauchte somit einen Sieg zur Titelverteidigung, während Herausforderer Kasparow bereits mit einem Unentschieden die Schachkrone erhalten würde. Die Entscheidung musste in der letzten Partie fallen.
Karpow spielte in der letzten Partie auf Sieg, indem er einen gefährlichen Königsangriff startete, den Kasparow jedoch abwehrte. Ein kompliziertes Endspiel hätte die Folge sein können, doch Karpow übersah einen Figurenverlust. Dennoch entbrannte noch ein Zeitnotduell, bis Kasparow die Figur zurückopferte, nur um im folgenden Zug mit einem Abzugsschach den weißen Turm zu gewinnen. Karpow blieb mehrere Minuten lang sitzen und reichte dann Kasparow die Hand zur Aufgabe und zur Gratulation zum Weltmeistertitel.

„Hier vergingen noch mehrere lange Minuten, und endlich reichte mir Karpow die Hand und gratulierte mir als Erster zum Sieg und zum Weltmeistertitel. Und die zu gleicher Zeit im Saal ertönende donnerstarke Reaktion überzeugte mich endgültig – ja, es ist wahr! Es ist mir gelungen!!!“

### Partien

#### 1. Partie
|   | a | b | c | d | e | f | g | h |   |
| 8 |   |   |   |   |   |   |   |   | 8 |
| 7 |   |   |   |   |   |   |   |   | 7 |
| 6 |   |   |   |   |   |   |   |   | 6 |
| 5 |   |   |   |   |   |   |   |   | 5 |
| 4 |   |   |   |   |   |   |   |   | 4 |
| 3 |   |   |   |   |   |   |   |   | 3 |
| 2 |   |   |   |   |   |   |   |   | 2 |
| 1 |   |   |   |   |   |   |   |   | 1 |
|   | a | b | c | d | e | f | g | h |   |

Kasparow–Karpow 1:0
Moskau, 3. September 1985
Nimzowitsch-Indische Verteidigung, E21
1. d4 Sf6 2. c4 e6 3. Sc3 Lb4 4. Sf3 c5 5. g3 Se4 6. Dd3 Da5 7. Dxe4 Lxc3+ 8. Ld2 Lxd2+ 9. Sxd2 Db6 10. dxc5 Dxb2 11. Tb1 Dc3 12. Dd3 Dxd3 13. exd3 Sa6 14. d4 Tb8 15. Lg2 Ke7 16. Ke2 Td8 17. Se4 b6 18. Sd6 Sc7 19. Tb4 Se8 20. Sxe8 Kxe8 21. Thb1 La6 22. Ke3 d5 23. cxd6 Tbc8 24. Kd3 Txd6 25. Ta4 b5 26. cxb5 Tb8 27. Tab4 Lb7 28. Lxb7 Txb7 29. a4 Ke7 30. h4 h6 31. f3 Td5 32. Tc1 Tbd7 33. a5 g5 34. hxg5 Txg5 35. g4 h5 36. b6 axb6 37. axb6 Tb7 38. Tc5 f5 39. gxh5 Txh5 40. Kc4 Th8 41. Kb5 Ta8 42. Tbc4 1:0

#### 4. Partie
|   | a | b | c | d | e | f | g | h |   |
| 8 |   |   |   |   |   |   |   |   | 8 |
| 7 |   |   |   |   |   |   |   |   | 7 |
| 6 |   |   |   |   |   |   |   |   | 6 |
| 5 |   |   |   |   |   |   |   |   | 5 |
| 4 |   |   |   |   |   |   |   |   | 4 |
| 3 |   |   |   |   |   |   |   |   | 3 |
| 2 |   |   |   |   |   |   |   |   | 2 |
| 1 |   |   |   |   |   |   |   |   | 1 |
|   | a | b | c | d | e | f | g | h |   |

Karpow–Kasparow 1:0
Moskau, 12. September 1985
Abgelehntes Damengambit, D31
1. d4 d5 2. c4 e6 3. Sc3 Le7 4. Sf3 Sf6 5. Lg5 h6 6. Lxf6 Lxf6 7. e3 0–0 8. Dc2 Sa6 9. Td1 c5 10. dxc5 Da5 11. cxd5 Sxc5 12. Dd2 Td8 13. Sd4 exd5 14. Le2 Db6 15. 0–0 Se4 16. Dc2 Sxc3 17. Dxc3 Le6 18. Dc2 Tac8 19. Db1 Tc7 20. Td2 Tdc8 21. Sxe6 fxe6 22. Lg4 Tc4 23. h3 Dc6 24. Dd3 Kh8 25. Tfd1 a5 26. b3 Tc3 27. De2 Tf8 28. Lh5 b5 29. Lg6 Ld8 30. Ld3 b4 31. Dg4 De8 32. e4 Lg5 33. Tc2 Txc2 34. Lxc2 Dc6 35. De2 Dc5 36. Tf1 Dc3 37. exd5 exd5 38. Lb1 Dd2 39. De5 Td8 40. Df5 Kg8 41. De6+ Kh8 42. Dg6 Kg8 43. De6+ Kh8 44. Lf5 Dc3 45. Dg6 Kg8 46. Le6+ Kh8 47. Lf5 Kg8 48. g3 Kf8 49. Kg2 Df6 50. Dh7 Df7 51. h4 Ld2 52. Td1 Lc3 53. Td3 Td6 54. Tf3 Ke7 55. Dh8 d4 56. Dc8 Tf6 57. Dc5+ Ke8 58. Tf4 Db7+ 59. Te4+ Kf7 60. Dc4+ Kf8 61. Lh7 Tf7 62. De6 Dd7 63. De5 1:0

#### 5. Partie
|   | a | b | c | d | e | f | g | h |   |
| 8 |   |   |   |   |   |   |   |   | 8 |
| 7 |   |   |   |   |   |   |   |   | 7 |
| 6 |   |   |   |   |   |   |   |   | 6 |
| 5 |   |   |   |   |   |   |   |   | 5 |
| 4 |   |   |   |   |   |   |   |   | 4 |
| 3 |   |   |   |   |   |   |   |   | 3 |
| 2 |   |   |   |   |   |   |   |   | 2 |
| 1 |   |   |   |   |   |   |   |   | 1 |
|   | a | b | c | d | e | f | g | h |   |

Kasparow–Karpow 0:1
Moskau, 14. September 1985
Spanische Partie (Geschlossene Verteidigung), C92
1. e4 e5 2. Sf3 Sc6 3. Lb5 a6 4. La4 Sf6 5. 0–0 Le7 6. Te1 b5 7. Lb3 d6 8. c3 0–0 9. h3 Lb7 10. d4 Te8 11. Sbd2 Lf8 12. a4 Dd7 13. axb5 axb5 14. Txa8 Lxa8 15. d5 Sa5 16. La2 c6 17. b4 Sb7 18. c4 Tc8 19. dxc6 Dxc6 20. c5 Sd8 21. Lb2 dxc5 22. bxc5 Dxc5 23. Lxe5 Sd7 24. Lb2 Db4 25. Sb3 Sc5 26. La1 Lxe4 27. Sfd4 Sdb7 28. De2 Sd6 29. Sxc5 Dxc5 30. Dg4 Te8 31. Td1 Lg6 32. Df4 Db4 33. Dc1 Le4 34. Te1 Da5 35. Lb3 Da8 36. Db2 b4 37. Te3 Lg6 38. Txe8 Dxe8 39. Dc1 Se4 40. Ld5 Sc5 41. Sb3 Sd3 0:1

#### 11. Partie
|   | a | b | c | d | e | f | g | h |   |
| 8 |   |   |   |   |   |   |   |   | 8 |
| 7 |   |   |   |   |   |   |   |   | 7 |
| 6 |   |   |   |   |   |   |   |   | 6 |
| 5 |   |   |   |   |   |   |   |   | 5 |
| 4 |   |   |   |   |   |   |   |   | 4 |
| 3 |   |   |   |   |   |   |   |   | 3 |
| 2 |   |   |   |   |   |   |   |   | 2 |
| 1 |   |   |   |   |   |   |   |   | 1 |
|   | a | b | c | d | e | f | g | h |   |

Kasparow–Karpow 1:0
Moskau, 1. Oktober 1985
Nimzowitsch-Indische Verteidigung, E21
1. d4 Sf6 2. c4 e6 3. Sc3 Lb4 4. Sf3 0–0 5. Lg5 c5 6. e3 cxd4 7. exd4 h6 8. Lh4 d5 9. Tc1 dxc4 10. Lxc4 Sc6 11. 0–0 Le7 12. Te1 b6 13. a3 Lb7 14. Lg3 Tc8 15. La2 Ld6 16. d5 Sxd5 17. Sxd5 Lxg3 18. hxg3 exd5 19. Lxd5 Df6 20. Da4 Tfd8 21. Tcd1 Td7 22. Dg4 Tcd8?? 23. Dxd7! Txd7 24. Te8+ Kh7 25. Le4+ (25. … g6 26. Txd7 La6 27. Lxc6 Dxc6 28. Txf7#) 1:0

#### 16. Partie
|   | a | b | c | d | e | f | g | h |   |
| 8 |   |   |   |   |   |   |   |   | 8 |
| 7 |   |   |   |   |   |   |   |   | 7 |
| 6 |   |   |   |   |   |   |   |   | 6 |
| 5 |   |   |   |   |   |   |   |   | 5 |
| 4 |   |   |   |   |   |   |   |   | 4 |
| 3 |   |   |   |   |   |   |   |   | 3 |
| 2 |   |   |   |   |   |   |   |   | 2 |
| 1 |   |   |   |   |   |   |   |   | 1 |
|   | a | b | c | d | e | f | g | h |   |

Karpow–Kasparow 0:1
Moskau, 15. Oktober 1985
Sizilianische Verteidigung, B44
1. e4 c5 2. Sf3 e6 3. d4 cxd4 4. Sxd4 Sc6 5. Sb5 d6 6. c4 Sf6 7. S1c3 a6 8. Sa3 d5 9. cxd5 exd5 10. exd5 Sb4 11. Le2 Lc5 12. 0–0 0–0 13. Lf3 Lf5 14. Lg5 Te8 15. Dd2 b5 16. Tad1 Sd3 17. Sab1 h6 18. Lh4 b4 19. Sa4 Ld6 20. Lg3 Tc8 21. b3 g5 22. Lxd6 Dxd6 23. g3 Sd7 24. Lg2 Df6 25. a3 a5 26. axb4 axb4 27. Da2 Lg6 28. d6 g4 29. Dd2 Kg7 30. f3 Dxd6 31. fxg4 Dd4+ 32. Kh1 Sf6 33. Tf4 Se4 34. Dxd3 Sf2+ 35. Txf2 Lxd3 36. Tfd2 De3 37. Txd3 Tc1 38. Sb2 Df2 39. Sd2 Txd1+ 40. Sxd1 Te1+ 0:1

#### 19. Partie
|   | a | b | c | d | e | f | g | h |   |
| 8 |   |   |   |   |   |   |   |   | 8 |
| 7 |   |   |   |   |   |   |   |   | 7 |
| 6 |   |   |   |   |   |   |   |   | 6 |
| 5 |   |   |   |   |   |   |   |   | 5 |
| 4 |   |   |   |   |   |   |   |   | 4 |
| 3 |   |   |   |   |   |   |   |   | 3 |
| 2 |   |   |   |   |   |   |   |   | 2 |
| 1 |   |   |   |   |   |   |   |   | 1 |
|   | a | b | c | d | e | f | g | h |   |

Kasparow–Karpow 1:0
Moskau, 24. Oktober 1985
Nimzowitsch-Indische Verteidigung, E21
1. d4 Sf6 2. c4 e6 3. Sc3 Lb4 4. Sf3 Se4 5. Dc2 f5 6. g3 Sc6 7. Lg2 0–0 8. 0–0 Lxc3 9. bxc3 Sa5 10. c5 d6 11. c4 b6 12. Ld2 Sxd2 13. Sxd2 d5 14. cxd5 exd5 15. e3 Le6 16. Dc3 Tf7 17. Tfc1 Tb8 18. Tab1 Te7 19. a4 Lf7 20. Lf1 h6 21. Ld3 Dd7 22. Dc2 Le6 23. Lb5 Dd8 24. Td1 g5 25. Sf3 Tg7 26. Se5 f4 27. Lf1 Df6 28. Lg2 Td8 29. e4 dxe4 30. Lxe4 Te7 31. Dc3 Ld5 32. Te1 Kg7 33. Sg4 Df7 34. Lxd5 Txd5 35. Txe7 Dxe7 36. Te1 Dd8 37. Se5 Df6 38. cxb6 Dxb6 39. gxf4 Txd4 40. Sf3 Sb3 41. Tb1 Df6 42. Dxc7+ 1:0

#### 22. Partie
|   | a | b | c | d | e | f | g | h |   |
| 8 |   |   |   |   |   |   |   |   | 8 |
| 7 |   |   |   |   |   |   |   |   | 7 |
| 6 |   |   |   |   |   |   |   |   | 6 |
| 5 |   |   |   |   |   |   |   |   | 5 |
| 4 |   |   |   |   |   |   |   |   | 4 |
| 3 |   |   |   |   |   |   |   |   | 3 |
| 2 |   |   |   |   |   |   |   |   | 2 |
| 1 |   |   |   |   |   |   |   |   | 1 |
|   | a | b | c | d | e | f | g | h |   |

Karpow–Kasparow 1:0
Moskau, 5. November 1985
Abgelehntes Damengambit, D31
1. d4 d5 2. c4 e6 3. Sc3 Le7 4. cxd5 exd5 5. Lf4 Sf6 6. e3 0–0 7. Sf3 Lf5 8. h3 c6 9. g4 Lg6 10. Se5 Sfd7 11. Sxg6 fxg6 12. Lg2 Sb6 13. 0–0 Kh8 14. Se2 g5 15. Lg3 Ld6 16. Dd3 Sa6 17. b3 De7 18. Lxd6 Dxd6 19. f4 gxf4 20. exf4 Tae8 21. f5 Sc7 22. Tf2 Sd7 23. g5 De7 24. h4 De3 25. Td1 Sb5 26. Dxe3 Txe3 27. Kh2 Sb6 28. Sg3 Sc8 29. Sf1 Te7 30. Td3 Scd6 31. Sg3 Se4 32. Lxe4 dxe4 33. Te3 Sxd4 34. Kh3 Te5 35. Kg4 h5+ 36. Kxh5 Sxf5 37. Txf5 Tfxf5 38. Sxf5 Txf5 39. Txe4 Kh7 40. Te7 b5 41. Txa7 b4 42. Kg4 1:0

#### 24. Partie
|   | a | b | c | d | e | f | g | h |   |
| 8 |   |   |   |   |   |   |   |   | 8 |
| 7 |   |   |   |   |   |   |   |   | 7 |
| 6 |   |   |   |   |   |   |   |   | 6 |
| 5 |   |   |   |   |   |   |   |   | 5 |
| 4 |   |   |   |   |   |   |   |   | 4 |
| 3 |   |   |   |   |   |   |   |   | 3 |
| 2 |   |   |   |   |   |   |   |   | 2 |
| 1 |   |   |   |   |   |   |   |   | 1 |
|   | a | b | c | d | e | f | g | h |   |

Karpow–Kasparow 0:1
Moskau, 9. November 1985
Sizilianische Verteidigung (Scheveninger Variante), B84
1. e4 c5 2. Sf3 d6 3. d4 cxd4 4. Sxd4 Sf6 5. Sc3 a6 6. Le2 e6 7. 0–0 Le7 8. f4 0–0 9. Kh1 Dc7 10. a4 Sc6 11. Le3 Te8 12. Lf3 Tb8 13. Dd2 Ld7 14. Sb3 b6 15. g4 Lc8 16. g5 Sd7 17. Df2 Lf8 18. Lg2 Lb7 19. Tad1 g6 20. Lc1 Tbc8 21. Td3 Sb4 22. Th3 Lg7 23. Le3 Te7 24. Kg1 Tce8 25. Td1 f5 26. gxf6 Sxf6 27. Tg3 Tf7 28. Lxb6 Db8 29. Le3 Sh5 30. Tg4 Sf6 31. Th4 g5 32. fxg5 Sg4 33. Dd2 Sxe3 34. Dxe3 Sxc2 35. Db6 La8 36. Txd6 Tb7 37. Dxa6 Txb3 38. Txe6 Txb2 39. Dc4 Kh8 40. e5 Da7+ 41. Kh1 Lxg2+ 42. Kxg2 Sd4+ 0:1

## Schachpsychologie

### Vorhersage
Reinhard Munzert hält die Schachweltmeisterschaften für psychologisch interessant. Karpow habe den Fehler begangen, dass er in dem Match 1984/85 nicht konsequent versucht habe, den Sieg herbeizuführen, als er 5:0 in Führung lag, sondern dass er stattdessen versucht habe, nicht selbst zu verlieren. Kasparow habe Karpow zu Beginn des Zweikampfes auch unterschätzt. Bemerkenswert sei, dass Kasparow beim Rückstand von 5:0 nicht resigniert, sondern weitergekämpft habe.
Vor dem zweiten Titelkampf gab Munzert die Einschätzung, dass beide Spieler schachlich ebenbürtig sein würden. Bei einer Weltmeisterschaft herrsche eine größte psychologische Belastung.
Für Karpow sei das Wissen beruhigend, dass er Kasparow schlagen könnte. Am Ende des vorhergehenden Wettkampfes sei er jedoch eingebrochen, sodass ihm die geringere Partienanzahl vorteilhaft sein könnte. Er dürfte von Kasparows mehrmonatigem Ringen gegen die drohende Niederlage beeindruckt sein. In dem Wissen, dass auch ein solcher Vorsprung nicht ausreichen müsse, werde Karpow wohl risikoreicher spielen müssen.
Kasparow hatte sich nach der Weltmeisterschaft 1984 bewundernd über Karpow ausgedrückt. Er werde also professioneller an die Sache herangehen und viel Zeit in eine gute Vorbereitung investieren. Kasparow kritisierte sich dafür, dass er voreilig eine Stellung als gewonnen betrachtet hatte, gab jedoch zu bedenken, dass ihm diese Erfahrung während des Wettkampfs gereift sei. Auch sein eigenes impulsives Spiel kritisierte Kasparow. Obwohl er viele Großmeister durch seinen Spielstil beeindrucken konnte, hatte Karpow mit ruhigem Positionsspiel dagegen Erfolge vorzuweisen. Kasparow hatte sich jedoch zum Ende des ersten Wettkampfs besser vorbereitet. Raymond Keene wies darauf hin, dass Kasparow zuvor auch die Erfahrung mit Niederlagen in rascher Folge gefehlt hatte, er diese aber im ersten Zweikampf mit Karpow erhalten hat. Auch die Erfahrungen mit Weltmeisterschaftszweikämpfen hatten Kasparow gefehlt. Munzert meinte, dass Kasparow mehr nützliche Erfahrungen aus dem ersten Match gezogen hatte als Karpow.
An psychologischen Pluspunkten führte Munzert an, dass Karpow gut mit emotionalen Situationen umgehen könne. Für Kasparow sprächen hingegen seine Willensstärke und sein Selbstvertrauen. Auch das Gefühl, von der FIDE betrogen worden zu sein, könnte ihn zu einem gefährlichen Gegner machen. Kasparow habe auch ein besseres Gedächtnis als Karpow.
Kasparow werde sein Spiel positionell anlegen und auf seine Chance warten, anstatt wie im ersten Match zu risikoreich vorzugehen. Karpow hingegen werde entschlossenes Spiel zeigen müssen.
Nach Meinung Munzerts müsse die psychologische Komponente den Ausschlag geben. Die Chancen Kasparows lägen bei 60 Prozent.

### Nachbetrachtung
In einem Aufsatz nach der Schachweltmeisterschaft schrieb Munzert, dass die Kontrahenten erwartungsgemäß ihre Erfahrungen aus ihrem ersten Zweikampf verwertet haben. Karpow spielte riskanter, hätte dies aber nicht bereits in der ersten Partie tun sollen.
Kasparow hatte sich psychologisch und sportlich gut vorbereitet, während dies bei Karpow zu bezweifeln sei. So kam er psychisch gut mit seinen Niederlagen in der vierten und fünften Partie zurecht. Jedoch habe er weiterhin bei der Vorteilsverwertung Schwächen gezeigt. So nannte Kasparow selbst die siebte, achte und zehnte Partie als typische Beispiele dafür.
Karpow hatte ebenfalls psychische Stabilität gezeigt, die jedoch im letzten Drittel des Zweikampfes abnahm. Seine Niederlagen in der elften und 16. Partie seien für Karpow deprimierend gewesen. Auch die Aufbereitung von Karpows Problemen in finanziellen Angelegenheiten durch die Presse hätte ihn psychisch belastet. Ein Beispiel für Karpows mangelnde psychische Stärke sei das frühe Remisangebot in der 18. Partie trotz einer Verlustpartie mehr. Karpow soll nach der 19. Partie psychisch zusammengebrochen sein, wozu auch Kasparows offen ausgeführter Abgabezug beigetragen haben könnte, durch den Kasparow seine Furchtlosigkeit gegenüber Karpow und seiner Sekundanten demonstrierte, so Munzert. Dennoch fing sich Karpow und kämpfte in der 20. Partie bis zum Schluss. In der 22. Partie gewann er, was den Matchausgang wieder offen gestaltete.
Die 24. Partie musste also den Zweikampf entscheiden. Dort riss Kasparow durch Bauernopfer die Initiative an sich, doch Karpow resignierte nicht innerlich. Stattdessen konzentrierte er seine Kräfte auf diese Entscheidungspartie.
Der entscheidende Faktor im Zweikampf sei die psychologische Komponente gewesen, in der Kasparow durch gezieltes Training Vorteile hatte. Karpow habe ein solches Training versäumt. Aus schachlicher Seite sei die Eröffnungsbehandlung der Spieler ein entscheidender Faktor gewesen.
Kasparow verstünde die psychologische Komponente des Schachs, worauf er auch in Interviews hingewiesen habe.
Kasparow war im zweiten, ohne äußere Fremdeinwirkungen ausgetragenen Match mit 22 Jahren zum jüngsten Schachweltmeister aller Zeiten geworden.

## Folgen

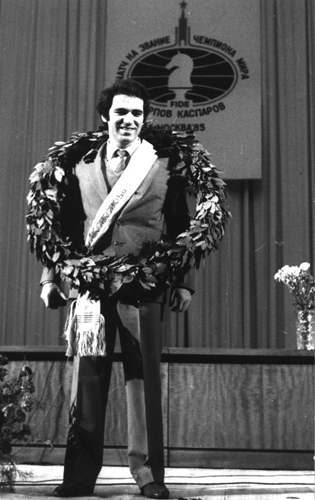
Garri Kasparow mit Siegerkranz bei der Abschlusszeremonie

Kasparow nutzte die Zeit nach der Schachweltmeisterschaft für das Computerspiel Elite, machte sich aber auch in der Realität einen Ruf als Geschäftsmann. Kurz vor seinem Sieg über Karpow wurde bekannt, dass er mit Marina Nejolowa liiert ist. Kasparow bekam für seinen Sieg 696.000 Schweizer Franken, während Karpow 520.000 Schweizer Franken erhielt. Der frischgebackene Weltmeister plante, in das Geschäft mit Schachcomputern einzusteigen und dachte an die Errichtung von Schachdatenbanken. Eine Kooperation mit dem Programmierer Matthias Wüllenweber führte daraufhin zum Datenbankprogramm ChessBase für den Atari ST. Wüllenweber gründete mit Frederic Friedel eine gleichnamige Firma, die als Marktführer für Schachdatenbanken hervortrat.
In seinem Buch Schachweltmeisterschaft 1985 warf Kasparow Campomanes vor, das Match durch den Abbruch des ersten Kampfes und die Festlegung der Bedingungen zu Gunsten Karpows manipuliert zu haben. Dennoch habe „die Gerechtigkeit“ gesiegt, da letztlich trotzdem die Partien und nicht die Organisation den Wettkampf entschieden haben.
Karpow gelang es im Revanchekampf 1986 nicht, den Titel zurückzuerobern. Es folgten weitere Zweikämpfe der beiden Kontrahenten um den Weltmeistertitel, doch Kasparow blieb auch nach der von ihm initiierten Spaltung der Schachwelt 1993 bis zum Jahr 2000 klassischer und von der Mehrheit der Schachspieler akzeptierter Schachweltmeister, während Karpow nach dem Bruch Kasparows mit dem Weltschachbund FIDE 1993 von dieser den Weltmeistertitel zuerkannt bekam und somit FIDE-Weltmeister wurde. Im Jahr 2006 wurde die Trennung der Schachweltmeistertitel durch einen Vereinigungszweikampf wieder aufgehoben.

### Der Fall Jungwirth
Besonderes Aufsehen erregte kurz nach der Schachweltmeisterschaft der Fall Jungwirth. Der NDR-Redakteur Helmut Jungwirth, ein Freund Anatoli Karpows, hatte vom Schachcomputerhersteller Novag für Werbeauftritte Karpows zwischen dem 13. Oktober 1978 und dem 17. Januar 1981 446.177,50 US-Dollar (damals umgerechnet 1,2 Millionen DM, 1986 umgerechnet 1 Million DM, 1988 umgerechnet 800.000 DM) auf deutsche und ausländische Konten erhalten. Diese wurden auf Treukonten von Jungwirth ausgezahlt, doch dieser leitete das Geld nicht auf Karpows Konten weiter. Am 30. November 1988 wurde Jungwirth vom Landgericht Hamburg wegen Untreue und Betrugs zu einer Freiheitsstrafe von zwei Jahren und acht Monaten verurteilt, da er Karpows Geld für sich behalten hatte. Er hatte dies bestritten und behauptet, Karpow habe ihm das Geld geschenkt, was Karpow jedoch bestritt. Die Große Strafkammer hielt Karpows Aussage für glaubwürdig. Eine verlorene Revision und ein erfolgloses Gnadengesuch konnten das Urteil nicht mehr ändern. Nachdem er seit Januar 1990 zwei Haftantritte versäumt hatte, wurde gegen Jungwirth am 19. April 1990 per Festnahme ein Vollstreckungshaftbefehl vollzogen.
Karpow machte diesen Fall mitverantwortlich für seinen Titelverlust.